# Михаило IV Асен
Михаило IV Асен (буг. Михаил IV Асен; око 1322 — 1355), био је бугарски војсковођа.
Михаило Асен IV  је био прворођени син цара Јована Александра (1331—1371) из брака са царицом Теодором Басараб, ћерком бугарског војводе Иванка I Басараба († 1352).

## Биографија
Михаило је био најстарији син цара Јована Александра и царице Теодоре Влашке. Када је цар Јован Александар 1331. године крунисан за бугарског цара, Михаило је проглашен за цара - савладара. Оженио је Марију, ћерку византијског цара Андроника III Палеолога и царице Ане Савојске. Године 1355. Турци покрећу поход на Софију и Пловдив. Бугарску војску предводио је цар Михаило IV. Битка се одиграла код Ихтимана. Млади цар - савладар Михаило IV је погинуо у бици. Обе стране имале су тешке губитке. Иако су однели победу, Турци нису могли наставити са походом.

## Живот
Рођен је 1323. или 1324. године. У Ловечу су се венчали деспот Јована Александра и деспина Теодора Басараб, ћерка влашког војводе Иванка Басараба. Његов отац је 1331. године проглашен за цара Бугарске, а као прворођени син Михаило Асен постаје престолонаследник у Трнову. Престолонаследник се поноси царском крвљу, обдарен „свим врлинама“. Између 1332. и 1336. године, цар Јован Александар је свог сина прогласио за цара и прогласио га за свог савладара (сацар).
Анонимна бугарска хроника из XV века извештава о великој бици између војске цара - савладара Михаила IV Асена и Османлија у околини Средца, у којој су младог цара Михаила IV убили освајачи, а Бугари претрпели велике губитке. Године 1354 - 1355. Османлије су упали преко границе у Бугарску у правцу Пловдива и Средца. Како пише у хроници:
"...Бугари су се поново окупили под вођством Михаила, Александровог сина. И дошло је до велике борбе; а Турци убише Михаила и велики број Бугара изгине".
Ови редови показују да је бугарска војска пресрела освајаче негде око данашње Софије; уследила је жестока, крвава битка у којој је млади цар - савладар Михаило IV погинуо заједно са многим својим војницима, али је инвазија одбијена. Вероватно су и губици Османлија били значајни, јер је следећи напад на Бугарску био тек 1370. године.
Херојска смрт цара Михаила IV налази одјек у народним песмама из Софије, које говоре о „Михаилу Василичу, који погибе смрћу храбрих“.

## Породица
По очевој страни је из породице Срацимировића, огранка породице Шишман, и потомак је бугарских царских династија Асена и Тертера, а по мајци је из влашке породице Басараб.
Године 1336. цар - савладар Михаило IV Асен се оженио византијском принцезом Ирином Палеолог (1327 – после 1356), ћерком цара Андроника III Палеолога и италијанске принцезе Ане Савојске.
Њихов брак је био један од услова мировног уговора између цара Јована Александра и цара Андроника III склопљеног 1332. године. после победоносне битке за Бугаре код Русокастра. Због младог узраста двоје младенаца, венчање је одложено за касније и обављено је у пролеће 1336. године. близу Адријанопоља. У част мира између две земље, Марија је добила име Ирина („мир“).
Верује се да је брак био без деце. Познато је да се Ирина Палеолог вратила у Византију након смрти цара - савладара Михаила IV Асена крајем 1355. или почетком 1356. године.

## Породично стабло
|  |                     |  |  |  |  |  |  |  |  |  |  |  |  |  |  |  |
|  | 2. Јован Александар |  |  |  |  |  |  |  |  |  |  |  |  |  |  |  |
|  |                     |  |  |  |  |  |  |  |  |  |  |  |  |  |  |  |
|  |                     |  |  |  |  |  |  |  |  |  |  |  |  |  |  |  |
|  | 1. Михаило IV Асен  |  |  |  |  |  |  |  |  |  |  |  |  |  |  |  |
|  |                     |  |  |  |  |  |  |  |  |  |  |  |  |  |  |  |
|  |                     |  |  |  |  |  |  |  |  |  |  |  |  |  |  |  |
|  | 3. Теодора Влашка   |  |  |  |  |  |  |  |  |  |  |  |  |  |  |  |
|  |                     |  |  |  |  |  |  |  |  |  |  |  |  |  |  |  |
|  |                     |  |  |  |  |  |  |  |  |  |  |  |  |  |  |  |